# Анрио HD.1
Анрио HD.1 (фр. Hanriot HD.1) је ловац-извиђач направљен у Француској. Авион је први пут полетео 1916. године. 

Највећа брзина у хоризонталном лету је износила 184 km/h. Размах крила је био 8,70 метара а дужина 5,85 метара. Маса празног авиона је износила 400 килограма а нормална полетна маса 605 килограма. Био је наоружан са једним митраљезом калибра 7,7 милиметара Викерс.

## Наоружање
| Наоружање авиона: Анрио        |     |
| Ватрено (стрељачко) наоружање  |     |
| Топ                            |     |
| Митраљез                       |     |
| Број и ознака митраљеза        | 1   |
| Калибар                        | 7,7 |
| Бомбардерско наоружање (бомбе) |     |
| Ракетно наоружање (ракете)     |     |